# Карачаровский путепровод
Карача́ровский путепрово́д (Карачаровская эстакада) — путепровод на Рязанском проспекте Москвы через служебную железнодорожную линию Перово — Бойня. С востока под путепроводом проходят повороты на улицу Коновалова, 2-й Грайвороновский проезд, Стахановскую улицу. С запада под путепроводом имеется поворот на 2-й Карачаровский проезд, Чистопольскую улицу.
Путепровод сооружён в 1982 году через железнодорожную ветку Симоново — Перово севернее ликвидированного Карачаровского железнодорожного переезда. Сдан в эксплуатацию в 1983 году.

## Транспорт
Под путепроводом имеется конечная остановка «станция метро „Стахановская“» автобусов 766, 805, м7.
По путепроводу проходят автобусы 51, 279, 429, н7, т63, е70.